# 1419 az irodalomban
Az 1419. év az irodalomban.

## Születések
- 1419 – Wessel Gansfort (Johan Wessel néven is ismert) németalföldi teológus, humanista († 1489)[1][2]

## Halálozások
- április 5. – Ferrer Szent Vince Domonkos-rendi szerzetes, prédikátor, a korai katalán próza történetének egyik jeles alakja (* 1350)